# کارل هاشلر
کارل هاشلر (چکی: Karel Hašler؛ ۳۱ اکتبر ۱۸۷۹ – ۲۲ دسامبر ۱۹۴۱) یک ترانه‌سرا، کارگردان فیلم، نویسنده، نمایش‌نامه‌نویس، فیلم‌نامه‌نویس، آهنگساز، خواننده، بازیگر تئاتر، و هنرپیشه سینما اهل جمهوری چک بود.
شهرت اصلی او بیشتر در زمینهٔ ترانه‌سرایی بود که بیش از ۳۰۰ ترانه سرود که بیشتر آنها امروزه ترانه‌های فولکلوریک جمهوری چک محسوب می‌شوند.
او مابین سال‌های ۱۹۳۲ تا ۱۹۴۱ در بیش از ۱۳ فیلم بازی کرد. کارل هاشلر در سپتامبر ۱۹۴۱ میلادی حین ساخت یک فیلم توسط گشتاپو دستگیر شد. علت این دستگیری، سرودن اشعار میهنی و وطن‌پرستانه بود. وی را به اردوگاه کار اجباری ماوتهاوزن منتقل کردند و آنقدر شکنجه دادند تا کشته شد.